# Лобаново (муниципальный округ Егорьевск)
Лобаново — деревня в муниципальном округе Егорьевск Московской области России . 

## История
Упоминается с 1577 года в составе Крутинской волости Коломенского уезда.

## Демография
Население — 21 человек (2010).
| 1859 | 1868 | 1885 | 1905 | 1926 | 2002 | 2006 |
| ---- | ---- | ---- | ---- | ---- | ---- | ---- |
| 133  | ↗155 | ↗173 | ↘144 | ↘68  | ↘0   | →0   |
| 2010 |      |      |      |      |      |      |
| ↗21  |      |      |      |      |      |      |